# Chiesa di San Lucio (Laces)
La chiesa di San Lucio (in tedesco Kirche St. Luzius) è la parrocchiale a Coldrano (Goldrain), frazione di Laces (Latsch) in Alto Adige. Fa parte del decanato di Silandro nella diocesi di Bolzano-Bressanone e risale al XV secolo.

## Storia

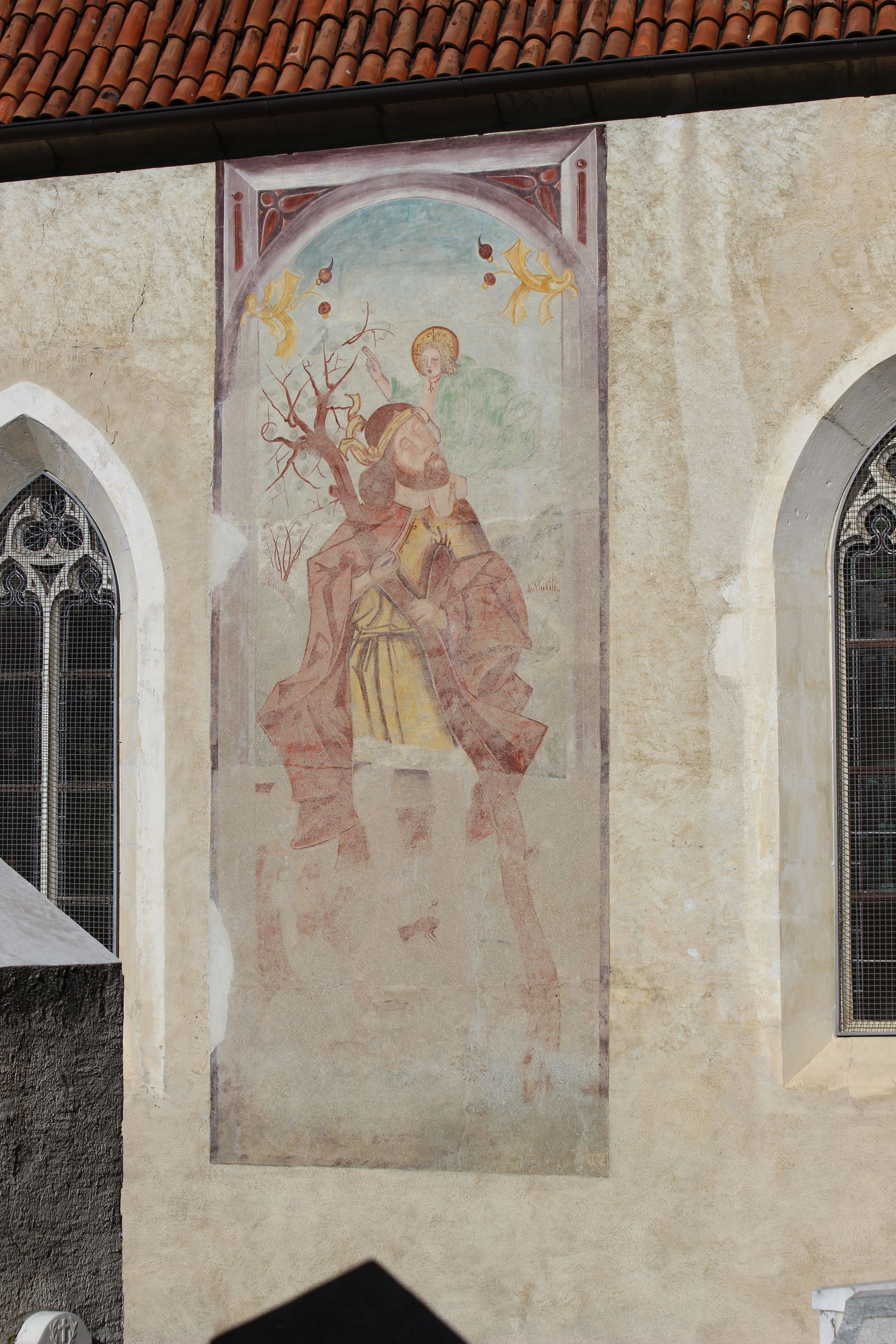
Affresco sulla fiancata della chiesa che raffigura San Cristoforo.

La chiesa parrocchiale di Coldrano con dedicazione a san Lucio ha origini molto antiche, risalendo al tardo XV secolo e da allora ha conservato le sue forme gotiche.

## Descrizione
La chiesa è un monumento sottoposto a tutela col numero 15641 nella provincia autonoma di Bolzano.

### Esterni
Il luogo di culto si trova nella zona cimiteriale della comunità. Presenta una facciata a capanna con un portale leggermente decentrato, con lapidi ed affresco, protetto da una tettoia. La fiancata desta è caratterizzata da un grande affresco del quindicesimo secolo raffigurante San Cristoforo. Sopra il portale, non in asse, si trova una piccola finestrella quadrangolare. La copertura del tetto è in scandole di legno. La torre campanaria si alza in posizione arretrata sulla sinistra e unita alla chiesa, accanto all'abside poligonale. La cella campanaria si apre con quattro finestre a monofora con arco a sesto acuto e la copertura è una tipica piramide a base quadrata. 
All'esterno rappresentazione della Pietà e Gruppo della crocifissione, risalenti al XVI secolo.

### Interni
La navata interna è unica. Conserva affreschi murali risalenti all'inizio del  XVII secolo e la lastra tombale marmorea del conte e capitano tirolese Franz Hendl.
In controfacciata si trova la cantoria con lo storico organo a canne risalente alla seconda metà del XVII secolo ed opera di Carlo Prati di Trento.